# Einar Uvsløkk
Einar Uvsløkk (ur. 11 marca 1985 r. w Trondheim) – norweski narciarz, specjalista kombinacji norweskiej, złoty medalista mistrzostw świata juniorów oraz zwycięzca Pucharu Kontynentalnego.

## Kariera
Po raz pierwszy na arenie międzynarodowej Einar Uvsløkk pojawił się 15 marca 2003 roku w zawodach Pucharu Świata B w Stryn, zajmując 40. miejsce w zawodach metodą Gundersena. W zawodach tego cyklu (obecnie pod nazwą Puchar Kontynentalny) Norweg najlepsze wyniki osiągnął w sezonie 2006/2007, w którym zwyciężył w klasyfikacji generalnej. W zawodach tego cyklu pięciokrotnie stawał na podium, przy czym odniósł trzy zwycięstwa.
W Pucharze Świata zadebiutował 28 lutego 2004 roku w Oslo, gdzie zajął 46. miejsce w Gundersenie. W sezonie 2003/2004 wystartował jeszcze raz, ale ponownie nie zdobył punktów i nie został uwzględniony w klasyfikacji generalnej. Z takim samym rezultatem Uvsløkk zakończył starty w Pucharze Świata w sezonie 2004/2005.
W 2004 roku wziął udział w Mistrzostwach Świata Juniorów w Stryn, wspólnie z kolegami zdobywając złoty medal w zawodach drużynowych. Indywidualnie był czwarty w Gundersenie oraz dziesiąty w sprincie. Rok później, podczas Mistrzostw Świata Juniorów w Rovaniemi był piąty w drużynie, siódmy w Gundersenie, a w sprincie zajął 16. pozycję.

## Osiągnięcia

### Mistrzostwa świata juniorów
| Miejsce | Dzień    | Rok  | Miejscowość | Konkurencja           | Wynik zwycięzcy | Strata      | Zwycięzca    |
| ------- | -------- | ---- | ----------- | --------------------- | --------------- | ----------- | ------------ |
| 4.      | 4 lutego | 2004 | Stryn       | Gundersen K90/10 km   | 26:06.3 min     | +3:30.7 min | Petter Tande |
| 1.      | 6 lutego | 2004 | Stryn       | Sztafeta K90/4x5      | 58:03.0 min     | -           | -            |
| 10.     | 8 lutego | 2004 | Stryn       | Sprint K90/7.5 km     | 14:02.1 min     | +1:33.5 min | Petter Tande |
| 7.      | 22 marca | 2005 | Rovaniemi   | Gundersen HS100/10 km | 25.56.6 min     | +2:26.5 min | Petter Tande |
| 5.      | 24 marca | 2005 | Rovaniemi   | Sztafeta HS100/4x5    | 44:17.1 min     | +2:19.8 min | Niemcy       |
| 16.     | 26 marca | 2005 | Rovaniemi   | Sprint HS100/5.0 km   | 14:02.1 min     | +1:46.5 min | Petter Tande |

### Puchar Świata

#### Miejsca w klasyfikacji generalnej
- sezon 2003/2004: -
- sezon 2004/2005: -

#### Miejsca na podium chronologicznie
Uvsløkk nie stał na podium indywidualnych zawodów Pucharu Świata.

### Puchar Kontynentalny

#### Miejsca w klasyfikacji generalnej
- sezon 2003/2004: 39.
- sezon 2004/2005: 70.
- sezon 2005/2006: 52.
- sezon 2006/2007: 1.
- sezon 2007/2008: 42.
- sezon 2008/2009: 106.

#### Miejsca na podium chronologicznie
| Nr | Data          | Miejscowość | Konkurencja           | Wynik zwycięzcy | Pozycja | Strata  | Zwycięzca      |
| -- | ------------- | ----------- | --------------------- | --------------- | ------- | ------- | -------------- |
| 1. | 10 marca 2007 | Stryn       | Gundersen HS100/15 km | 30:00.1 min     | 1.      | -       | -              |
| 2. | 11 marca 2007 | Stryn       | Sprint HS100/7.5 km   | 22:00.9 min     | 3.      | +10.1 s | Mikko Kokslien |
| 3. | 17 marca 2007 | Ruka        | Gundersen HS142/15 km | 41:08.5 min     | 2.      | +16.2 s | Marco Kühne    |
| 4. | 17 marca 2007 | Ruka        | Sprint HS142/7.5 km   | 19:30.0 min     | 1.      | -       | -              |
| 5. | 18 marca 2007 | Ruka        | Gundersen HS142/15 km | 26:32.0 min     | 1.      | -       | -              |